# حمض ثلاثي كلورو إيزوسيانوريك
حمض ثلاثي كلورو إيزوسيانوريك هو مركب عضوي صيغته C3Cl3N3O3، ويوجد على شكل صلب عديم اللون.
تعرف أملاح هذا الحمض باسم ثلاثي كلورو إيزوسيانورات.

## التحضير
يحضر هذا المركب من كلورة حمض السيانوريك (حمض الإيزوسيانوريك)؛ وذلك في وسط قلوي من هيدروكسيد الصوديوم.

## الخواص
يوجد المركب على شكل صلب عديم اللون، وهو ضعيف الانحلالية في الماء (حوالي 1.2%)؛ لكنه ينحل في المذيبات العضوية الكلورية وكذلك في الأسيتون والأسيتونتريل.

## الاستخدامات
يستخدم المركب من ضمن المطهّرات والمبيّضات؛ كما أن له تطبيقات في المختبرات الكيميائية.